# بيركاي أتيش
بيركاي أتيش (بالتركية: Berkay Ateş)‏ هو ممثل تركي، (من مواليد 17 فبراير 1987 في اسطنبول). درس في جامعة معمار سنان للفنون الجميلة ومعهد الدراسات العليا للفن المسرحي. أشهر أعماله هي مسلسل أمي الذي قدم فيه دور جنكيز، رجل متأخر عقلياً، ومسلسل الحفرة الذي قدم فيه دور محسون (فكرت).